# Jets’n’Guns (ścieżka dźwiękowa)
Jets’n’Guns Soundtrack – został skomponowany oraz wykonany przez grupę SID-metalową Machinae Supremacy na potrzeby gry komputerowej Jets’n’Guns. ścieżka dźwiękowa dostępna jest do ściągnięcia na ich stronie: .

## Lista utworów
Opracowano na podstawie materiału źródłowego.
1. „Game Over” 0:28
2. „Jets’n’Guns Theme” 2:51
3. „Fanvacoolt (Men Om Nånting)” 2:21
4. „Koala In The Spider’s Web” 2:02
5. „Megascorcher” 1:59
6. „Flight Of The Toyota” 2:02
7. „teh evul p4in of doomy hell” 0:47
8. „Erecta My Hamburger Baby” 1:51
9. „Little Green Men” 2:01
10. „Lava Trouble Bubble” 2:25
11. „Zogrim Ate My Hamster” 1:09
12. „Insectoid” 1:06
13. „Archangels Of Sidaroth” 1:18
14. „Hyperchase” 2:31
15. „Burghammer Hill” 2:28
16. „Knee-Deep In The X0xx” 1:44
17. „Kings Of The Sea” 1:56
18. „Futuremachine” 2:06
19. „Lord Krutor’s Dominion” 2:22
20. „SpacePunX” 2:37
21. „Dududub Dududum” 0:57
22. „Escaping The Krut” 2:05
23. „Death From Above” 2:40
24. „Flames Of Fire” 2:13
25. „Judgement Fray” 2:13
26. „Machinaeguns” 2:28
27. „r0x0rd teh x0xxor” 0:50
28. „Endgame” 1:58